# Vlag van Tongeren
De vlag van Tongeren werd, die al officieus werd gebruikt vóór de gemeentelijke hervorming, door de gemeenteraad op 22 maart 1990 officieel vastgesteld als de gemeentelijke vlag van de Belgisch Limburgse gemeente Tongeren. Op 18 december 1990 werd hij door het Bestuur van Vlaanderen bevestigd en uiteindelijk gepubliceerd op 25 september 1991 in het officiële Belgisch Staatsblad.
Officieel wordt de vlag beschreven als:
Twee even lange banen van blauw en van wit, met in de broektop een witte zwemmende zwaan met een gele kroon om de hals.
De kleuren van de vlag en de zwaan komt uit het gemeentewapen.
In 2025 is Tongeren samen met Borgloon opgegaan in de gemeente Tongeren-Borgloon. De vlag is daardoor als gemeentevlag komen te vervallen.

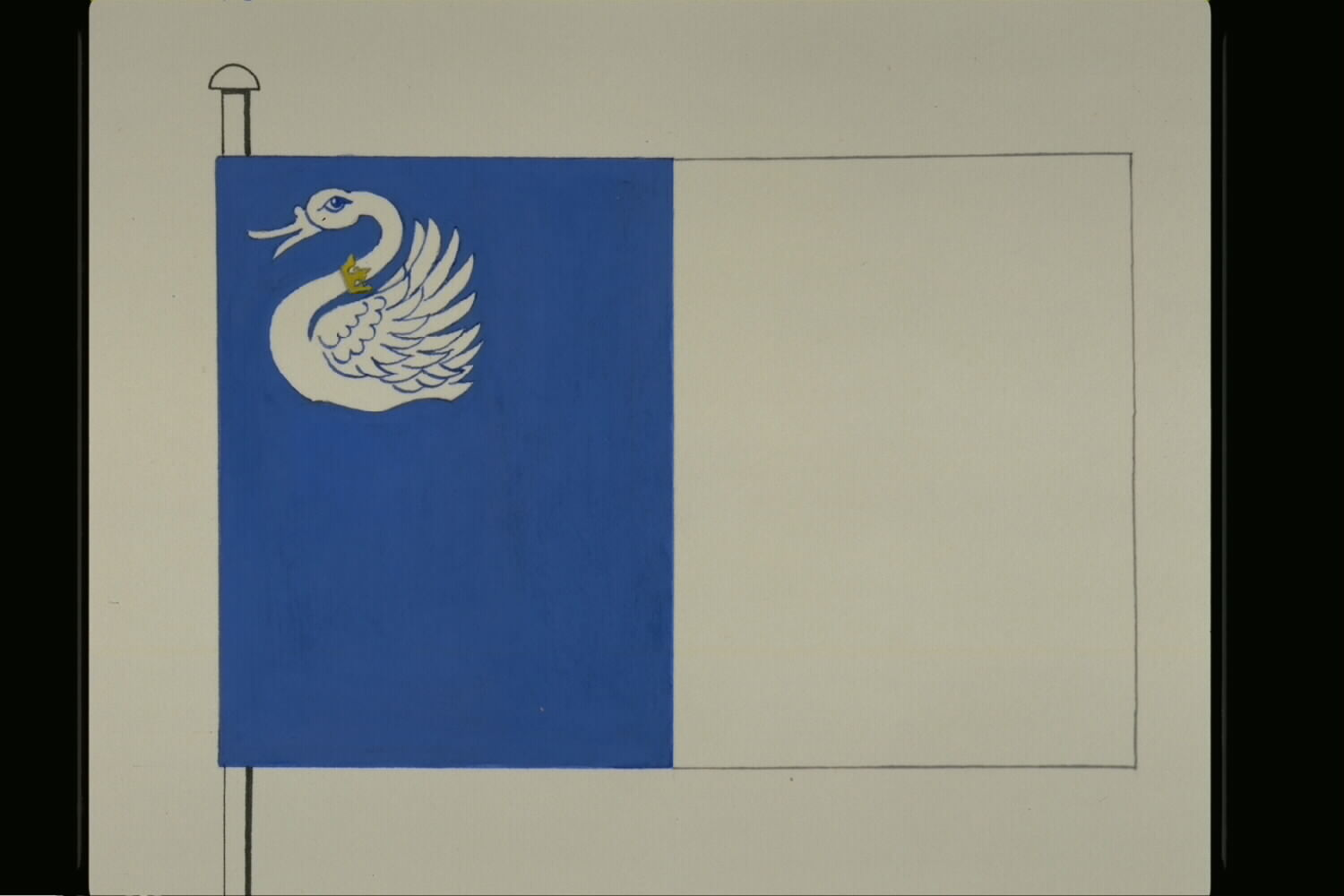
Officiële tekening van de vlag